# Bauyrżan Bajmuchammedow
Bauyrżan Bajmuchammedow, kaz. Бауыржан Исаұлы Баймұхаммедов, ros. Бауржан Исаевич Баймухамедов, Baurżan Isajewicz Bajmuchamiedow (ur. 15 lutego 1948, Kazachska SRR, zm. 5 kwietnia 2015, Kazachstan) – kazachski piłkarz, grający na pozycji obrońcy, pomocnika lub napastnika, trener piłkarski.

## Kariera piłkarska

### Kariera klubowa
W 1966 rozpoczął karierę piłkarską w Metałłurgu Szymkent. W 1969 został zaproszony do Kajratu Ałmaty, ale w 1971 powrócił do Metałłurgu Szymkent. W 1972 przeszedł do Dinamo Celinograd, a w 1975 przeniósł się do Szachtiora Karaganda. Potem bronił barw rosyjskich klubów Zwiezda Perm i Cement Noworosyjsk. W 1982 powrócił do rodzimego klubu, który zmienił nazwę na Meliorator Szymkent. W latach 1983–1984 występował w Celinniku Celinograd. W 1987 roku zakończył karierę piłkarza w Melioratorze.

## Kariera trenerska
Po zakończeniu kariery piłkarza rozpoczął pracę szkoleniowca. Najpierw pomagać trenować piłkarzy Melioratoru Szymkent, a w latach 1989-1991 stał na czele klubu. Od 22 maja 1993 do 13 października 1994 prowadził Cesna Akmola. Również w roku 1994 został mianowany na stanowisko selekcjonera narodowej reprezentacji Kazachstanu. Zespół pod jego kierownictwem rozegrał 4 gry na turnieju w Taszkencie. W 1996 pomagał szkolić piłkarzy w Żemczużyna Soczi, a w 1997 został zaproszony do sztabu szkoleniowego klubu Szachtior-Ispat-Karmet Karaganda, gdzie najpierw pomagał trenować, a od lipca do sierpnia 1998 stał na czele klubu. W 2001 prowadził Dostyk Szymkent, a od czerwca do końca 2005 pracował jako asystent głównego trenera Żenisu Astana. W 2006 i 2007 z przerwą obejmował stanowisko głównego trenera Akżajyk Orał. Przed rozpoczęciem sezonu 2007 został mianowany na stanowisko głównego trenera Ordabasy Szymkent. W 2008 do 17 maja łączył stanowiska głównego trenera i prezesa klubu Ordabasy Szymkent, a potem do września 2008 kierował klubem jako prezes. W 2011 prowadził Kaspij Aktau, a od 2012 ponownie pracował w Akżajyk Orał, gdzie zajmował różne stanowiska, a od 10 grudnia 2013 do 1 czerwca 2014 stał na czele klubu. 
5 kwietnia 2015 zmarł po dłuższej chorobie.